# Bertrand Blier
Bertrand Blier (født 14. marts 1939. død 20. januar 2025) var en fransk filminstruktør.
Hans far var skuespilleren Bernard Blier.

## Udvalgte film
- Hitler, connais pas (1963, dokumentarfilm)
- Les Valseuses (1974, adapteret fra hans roman)
- Préparez vos mouchoirs (1978; vandt Oscar for bedste udenlandske film)
- Buffet froid (1979, sort absurd thriller/krimi med bl.a. Gérard Depardieu i en af hovedrollerne)
- Trop belle pour toi (1989; vandt fem Césarpriser)
- Les Acteurs (2000)